# ۳ بعد از ظهر (بالا بکش)
«۳ بعد از ظهر (بالا بکش)» (به انگلیسی: 3AM (Pull Up)) یک ترانه ضبط شده توسط خواننده و ترانه‌سرای انگلیسی چارلی ایکس‌سی‌ایکس می‌باشد که برای میکس‌تیپ خود فرشتهٔ شماره ۱ نوشته شده است. این ترانه به همراه خواننده دانمارکی مو سروده شده است. این ترانه با تحسینات مثبت منتقدان موسیقی روبرو شد، برخی هم آن را یکی از نقاط برجسته میکس‌تیپ می‌دانند.

## انتشار
«۳ بعد از ظهر (بالا بکش)» یکی از سه ترانه‌هایی (دیگری «برق لب» و «خیال باف» بودند) بود که قبل از منتشر شدن فرشتهٔ شماره ۱ منتشر شده بود.

## موقعیت چارت
علیرغم اینکه این ترانه به صورت تک‌آهنگ منتشر نشده بود، به رتبه نهم در صدر جدول هیتسیکرز نیوزیلند رسید.
| چارت (۲۰۲۰)                  | اوج موقعیت |
| ---------------------------- | ---------- |
| نیوزیلند هیتسیکرز (آرام‌ان‌زد) | ۹          |